# Paratlanticus tsushimensis
Paratlanticus tsushimensis är en insektsart som beskrevs av Yamasaki 1986. Paratlanticus tsushimensis ingår i släktet Paratlanticus och familjen vårtbitare. Inga underarter finns listade i Catalogue of Life.